# Cryptostylis gracilis
Cryptostylis gracilis är en orkidéart som beskrevs av Rudolf Schlechter. Cryptostylis gracilis ingår i släktet Cryptostylis, och familjen orkidéer. Inga underarter finns listade i Catalogue of Life.